# 拉蒂斯貝格山
48°16′0″N 16°18′50″E / 48.26667°N 16.31389°E

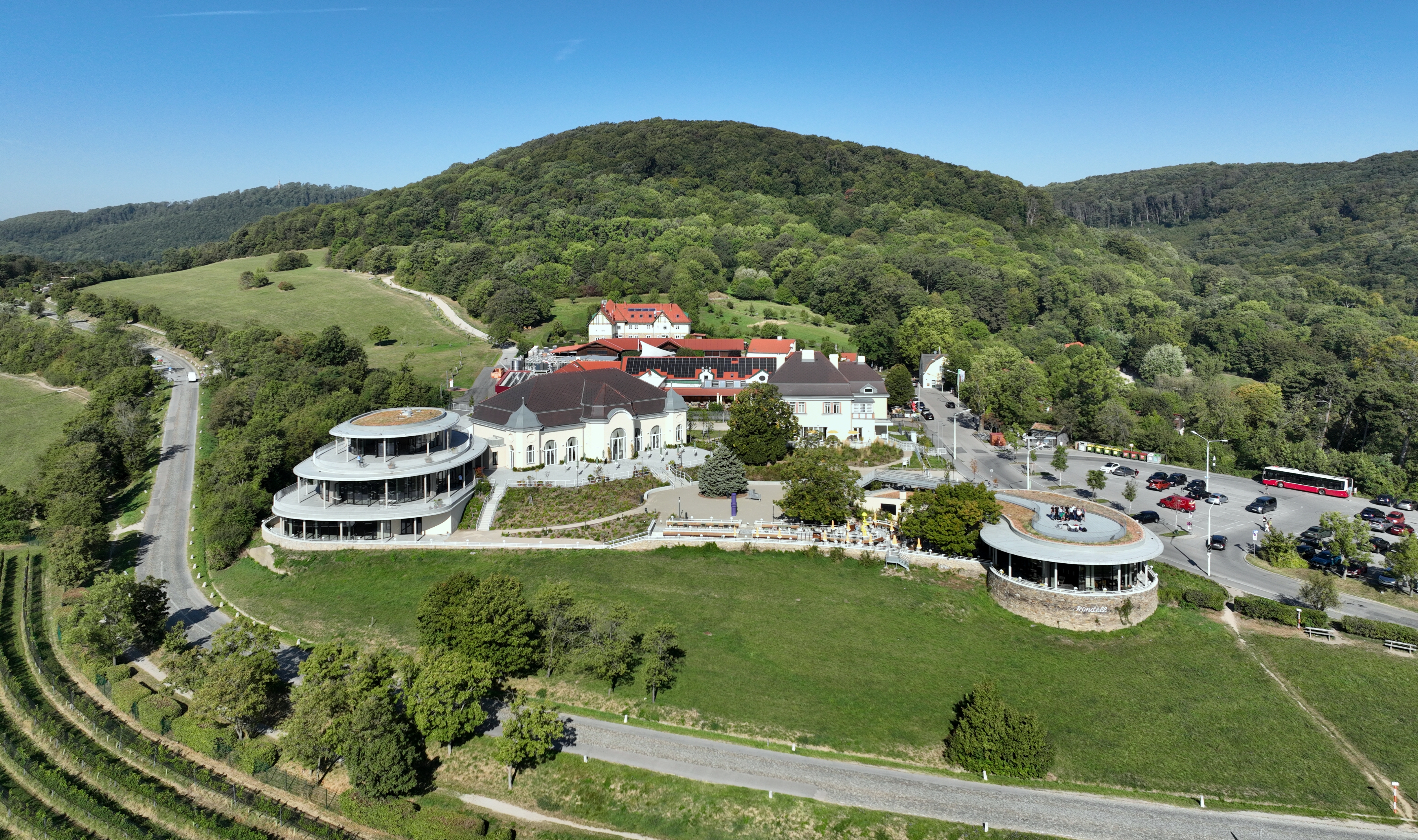

拉蒂斯貝格山（德語：Latisberg），是奧地利的山峰，位於該國東北部，由維也納負責管轄，屬於維也納林山的一部分，距離福格爾桑貝格山0.7公里，海拔高度492米，每年平均降雨量904毫米。